# ソナタ (ゲーム)
『ソナタ』（Sonata）は、1999年3月4日にT&E SOFTから発売されたプレイステーション專用のロールプレイングゲーム。キャラクターデザイン・アニメ作画監督は杉本幸子が務めている。パッケージやポスターのキャッチコピーは「失われた記憶と真実の愛を求め 謎を秘めた3つのパラレルワールドへ 恋と冒険のドラマティックRPG」。
クリアするとおまけとしてT&Eがファミリーコンピュータ向けに発売したアクションRPG『ハイドライド・スペシャル』の移植版がプレイできた。2019年に、このおまけ部分のみが独立してゲームアーカイブスとしてダウンロード販売が開始されたが、本編である本作は配信されていない。

## ストーリー
とある女性とデートをしていた主人公は、突如異世界「パラダイム」へと転移してしまう。デート相手の顔さえ思い出せないまま、彼の脳裏に響くのは、直前に二人で観た映画『奏鳴曲。』のヒロインが放ったセリフ――「私を捜して。どんなときも、どこにいても、生まれ変わっても私を愛して」。
「パラダイム」は、巨大学園都市「徳川学園」、電脳世界「ナノ・セック」、そしてファンタジー世界「ブルームーン」の三つで構成されている。それぞれの世界には、8人のヒロインが異なる姿で存在していた。主人公はこれらの世界を順に訪れるたびに記憶を失い、異なる人生を生きることになる。そして、新たな出会いを繰り返しながら、最愛の人を探し求める冒険へと身を投じていく。

## 登場人物
キャラクター名は「徳川学園 / ナノ・セック / ブルームーン」の順に表記。
主人公
想いを寄せた女性に告白する寸前にパラダイムへと飛ばされた青年。次の世界に移る度に全ての記憶を失いレベル1キャラクターとして生まれ変わり、名前を再設定。ヒロイン2名との3人パーティを組むことになる。
徳川学園では学園外からの転入生。旧校舎に発生したマグナホール（ダンジョン）を探索して妖怪たちと戦う。
電脳世界ナノ・セックでは世界を護る組織セキュリティポリス(SP)の増員として合成された新規隊員。マグナホールでクラッカーと戦う。
ブルームーン王国では異世界からの勇者として祭り上げられるがレベル1のためあっさり敗北してしまい、1からマグナホールを攻略することになる。
南山あおい（みなみやま あおい） / ZZ1-AOI / アオイ・サウス・ブルームーン
声 - 小西寛子
南山あおいは徳川学園の高等部2年生。17歳。3月3日生まれ。血液型O型。身長166cm。3サイズはB87、W58、H86。クラスではあまり目立たないが、素直で優しく、誰からも好かれる努力家の女の子。趣味は料理。
ZZ1-AOIは電脳世界ナノ・セックのSP隊員。4歳。10月10日生まれ。血液型Ω型。身長173cm。3サイズはB83、W55、H82。アニメおたくを嫌っているが、デジタルコミックが大好き。
アオイ・サウス・ブルームーンは王国の第五王女。18歳。4月20日生まれ。身長170cm。3サイズはB89、W58、H85。活発な性格で、剣術の稽古を欠かさない。花嫁修業を嫌っている。
金城かなれ（きんじょう かなれ） / ZX1-KANARE / カナレ・ゴールド
声 - 笠原留美
金城かなれは徳川学園の高等部2年生で生徒会長。17歳。3月4日生まれ。血液型B型。身長167cm。3サイズはB86、W57、H86。高飛車だが、花や小動物が好きという一面がある。趣味はテニス。
ZX1-KANAREはナノ・セックのSP隊員。4歳。10月11日生まれ。血液型β型。身長174cm。3サイズはB82、W54、H82。極度の潔癖症で、ミスを許さない性格。美容に気を遣っており、一日8時間以上の睡眠を取る。射撃の名手。
カナレ・ゴールドはブルームーン王国一の大商人ゴールドの一人娘。18歳。4月21日生まれ。身長172cm。3サイズはB88、W57、H85。自己中心的で負けん気が強く、プライドが高いお嬢様。アオイをライバル視している。趣味は乗馬。牛乳風呂が好き。
覚王山なるみ（かくおうざん なるみ） / ST3-NARUMI / ナルミ・キングス
声 - 今井由香
覚王山なるみは徳川学園高等部3年生。18歳。5月5日生まれ。血液型O型。身長182cm。3サイズはB90、W61、H86。複数の体育会系クラブに籍を置いており、男勝りでスポーツ万能。明るくさっぱりとした性格で、女子生徒からの人気が高い。趣味は古武道。
ST3-NARUMIはナノ・セックのSP隊員。5歳。4月15日生まれ。血液型Ω型。身長184cm。3サイズはB84、W57、H83。プログラムは使えないが、格闘マニア。趣味はパーツ改造。
ナルミ・キングスはブルームーン王国の古代遺跡の前でテント生活をしている傭兵剣士。20歳。11月8日生まれ。身長186cm。3サイズはB89、W59、H85。諸国を放浪しながら修行を続けている。趣味は遺跡探検。
大曽根ちはや（おおそね ちはや） / BF1-CHIHAYA / チハヤ・マグナス
声 - 天野由梨
大曽根ちはやは徳川学園の教師。24歳。12月2日生まれ。血液型A型。身長169cm。3サイズはB93、W58、H88。主人公のクラスの担任で、保健医も務めている。趣味は水泳。
BF1-CHIHAYAはナノ・セックの9999分署を束ねるSP隊長。6歳。7月18日生まれ。血液型α型。身長170cm。3サイズはB86、W57、H85。冷静沈着で何事にも動じず、常に理論的に行動する。趣味は読書で、台詞を引用するのが好き。
チハヤ・マグナスはブルームーンの神に祈りを捧げる大神殿の巫女。22歳。身長175cm。3サイズはB99、W60、H93。誰にでも優しい博愛精神に満ちた性格で、孤児院で子供の相手をしている時が一番の幸せ。
広小路にしき（ひろこうじ にしき） / TW1-NISHIKI / ニシキ
声 - 阪口あや
広小路にしきは徳川学園中等部2年生。14歳。9月27日生まれ。血液型A型。身長155cm。3サイズはB78、W54、H80。関西弁を喋り、お好み焼きが好物。趣味はカラオケ。
TW1-NISHIKIはナノ・セックのハッカー。3歳。5月1日生まれ。血液型α型。身長156cm。3サイズはB70、W45、H76。驚異的なハッキング能力を有する。趣味はウィルス作成。
ニシキはブルームーン王国の森に住む妖精剣士。3歳。12月10日生まれ。身長53cm。3サイズはB26、W19、H27。いたずら好き。趣味は武具収集で、剣技が得意。
納屋橋ふしみ（なやばし ふしみ） / TW2-FUSHIMI / フシミ
声 - 氷上恭子
納屋橋ふしみは徳川学園中等部2年生。14歳。9月27日生まれ。血液型A型。身長155cm。3サイズはB78、W54、H80。京都弁を喋る。将来の夢は漫画家。
TW2-FUSHIMIはナノ・セックのプログラマ。3歳。5月1日生まれ。血液型β型。身長156cm。3サイズはB70、W45、H76。引っ込み思案な性格。趣味はワクチン作成で、天才的な腕前。
フシミはブルームーン王国の森に住む妖精魔法使い。3歳。12月10日生まれ。身長53cm。3サイズはB26、W19、H27。趣味は宝石収集。
鶴舞いずみ（つるまい いずみ） / CL2-IZUMI / イズミ・ダンシング
声 - 長沢美樹
鶴舞いずみは徳川学園高等部1年生。16歳。1月16日生まれ。血液型A型。身長170cm。3サイズはB85、W56、H85。趣味はコンピュータ。
CL2-IZUMIは八賢者直属のシャドウアーミー。5歳。9月30日生まれ。血液型α型。身長174cm。3サイズはB80、W52、H83。接近戦が得意。
イズミ・ダンシングは復讐に燃える忍者。25歳。2月7日生まれ。身長171cm。3サイズはB84、W55、H84。30年前に滅ぼされた隠れ里の生き残り。
極楽みずほ（ごくらく みずほ） / AG9-MIZUHO / ミズホ・ヘブン
声 - 西村ちなみ
極楽みずほは徳川学園高等部2年生。17歳。8月8日生まれ。血液型AB型。身長163cm。3サイズはB82、W58、H84。明るく活発な同級生。いつもハイテンションで、楽しい事が大好き。趣味はビデオゲーム。
AG9-MIZUHOはナノ・セックのプロゲーマー。4歳。2月28日生まれ。血液型αβ型。身長163cm。3サイズはB82、W58、H84。バーチャルペットのヤンヤンを連れてゲームセンターで遊んでいる、ゲーム界では知らない者はいない程の凄腕ゲーマー。民間人でありながら、主人公の任務にゲーム感覚で参加してくる。
ミズホ・ヘブンはダークエルフ。208歳。9月13日生まれ。身長163cm。3サイズはB82、W58、H84。賭事が好きだが、決して強くはない。
- ゲスト：井上喜久子（占い師など）、鈴木正和（OPの映画に登場する主人公）、山本麻里安（OPの映画に登場する姫）

## スタッフ
- 企画・プロテュース：吉川泰生
- アシスタント：柴田真宏、増田一築
- グラフィックデザイナー：田島慎太郎、城国椿、東山道子、清邊雄一、中田裕樹、渡辺英文、清水俊将
- プログラマー：紙山満
- サウンドコンポーザー：大橋清恵、横川克己、戸島壮太郎、加茂浩志
- 脚本：三井秀樹
- シナリオ：彦久保雅博、福留一輝
- 静止画：有限会社アドス、佐々木伸、丹羽由起、藤井利紀
- キャラクターデザイン・作画総監督：杉本幸子
- コンテ：辻初樹
- 演出：久志秀彰
- 原画：一志勝利、高橋信也、アベ正已、加藤茂、三本めぐみ、野田道子
- 色彩設定・色指定：中村千穂
- デジタル彩色：スタジオぎゃろっぷ、小町哲、古谷哲、白石麗佳、貝森優一、細井盛之、長谷川友洋
- 特効：山本和行
- デジタル撮影：スタジオぎゃろっぷ、枝光弘明、風村久生、長谷川裕、星知良
- アビット編集：中川晶男
- 美術：柴田聡
- 背景：スタジオフォレスト、渉谷麗子、岩永真理子、長田美誉男
- 制作：三谷太地
- 作画協力：スタジオ・スポット
- アニメーション制作：スタジオぎゃろっぷ
- 音響監督：高橋秀雄
- 音響制作：神南スタジオ
- Powered by LIGHTWAVE 3D、Shade
- エグゼクティブプロデューサー：横山俊朗
- 製作：T&E SOFT

## エンディングテーマ
最終的に選ばれたヒロインの声優が、3曲のうちのいずれかをソロで歌唱。そのため8バージョン存在する。
- Fantasy ～抱きしめさせて～（歌：氷上恭子、今井由香）
- We Get Power ～私を感じて～（歌：天野由梨、阪口あや、西村ちなみ）
- Love! On Time ～夢見るストリート～（歌：笠原留美、長沢美樹、小西寛子）

## 音楽CD
- 『Sonata オリジナルサウンドトラック』 ファーストスマイル・エンタテインメント、1999年3月17日発売 CD2枚組：FSCA-10079

## ガイドブック
- 『Sonata ビジュアルガイドブック For PlayStation』 新声社、1999年4月1日発売 ISBN 4-88199-593-6

## ラジオ番組
- 『かきくけ喜久子のさしすせSonata』（1998年10月 - 1999年3月、文化放送） - 井上喜久子と山本麻里安がパーソナリティの本作の宣伝を目的とした番組。番組内の掛け合いで井上が山本と同じ歳というギャグを言うようになり「井上喜久子、17歳です」という自己紹介を最初に始めた番組である。